# Neoserica fecunda
Neoserica fecunda är en skalbaggsart som beskrevs av Brenske 1901. Neoserica fecunda ingår i släktet Neoserica och familjen Melolonthidae. Inga underarter finns listade i Catalogue of Life.